# Casternone
Il Casternone (Casternon in piemontese) è un torrente del Piemonte, affluente alla destra orografica del Ceronda. Il suo corso si sviluppa interamente nel territorio della Provincia di Torino Il suo nome deriverebbe dal latino castrum nonum, ovvero nono accampamento.

## Percorso

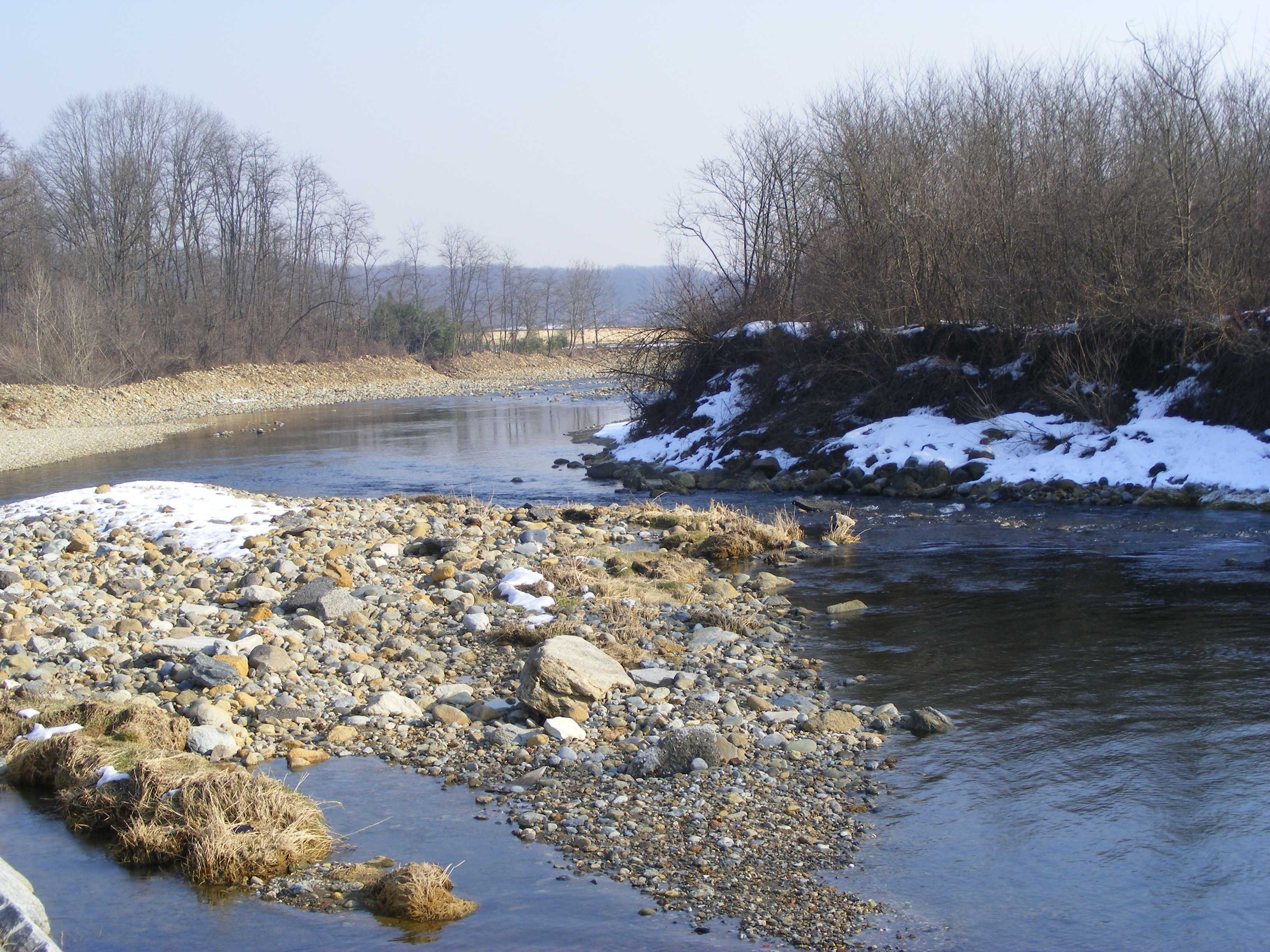
La confluenza nella Ceronda

Nasce dalla confluenza di alcuni rami torrentizi che si originano nella conca compresa tra il Monte Arpone e l'anticima sud del Monte Colombano.
Dopo aver percorso la Val Casternone con andamento nord-ovest/sud-est e, ricevuti alcuni piccoli affluenti principalmente in sinistra idrografica, esce nella pianura all'altezza della borgata Brione (comune di Val della Torre). 

Di qui l'andamento si fa piuttosto sud-ovest/nord-est; il corso del torrente segna per parecchi km il confine tra i comuni di Givoletto e di San Gillio. Si getta nel Ceronda poco a Nord di Druento ad una quota di 273 m, ormai nei pressi della parte storica del Parco regionale La Mandria.

## Principali Affluenti
- Rio Vaccaro: nasce dalla confluenza di alcuni rii che drenano la conca di Givoletto; nel suo tratto più a valle cambia nome in Rio di Givoletto e termina nel Casternone al confine tra Givoletto e San Gillio.[4]

## Regime

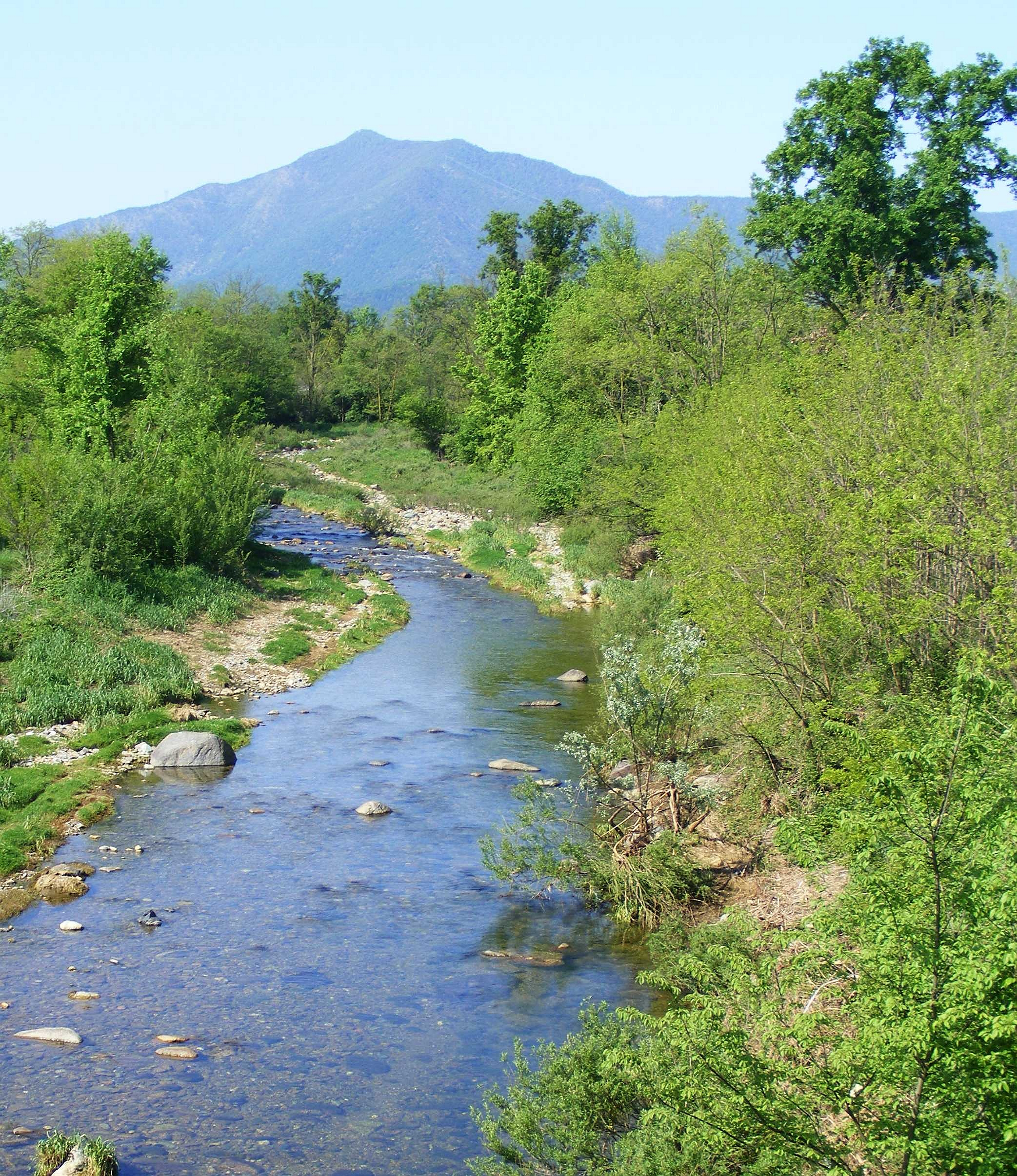
Il torrente a San Gillio (sullo sfondo il Musinè)

Il torrente si presenta spesso completamente in secca, specialmente nel suo tratto montano. Questo non toglie che la portata possa variare velocemente in risposta alle precipitazioni atmosferiche e trasportare a valle notevoli quantità di detriti.

Le piene del torrente hanno causato danni anche notevoli; in particolare nel 1994 sono stati pesantemente lesionati i due ponti che lo attraversano nell'abitato di Val della Torre. Le zone più a rischio di esondazione sono le confluenze con i bacini secondari e quella con il Ceronda.

## Pesca
L'ittiofauna comprende salmonidi come trota fario e trota iridea e ciprinidi quali le alborelle.